# John J. Jacob

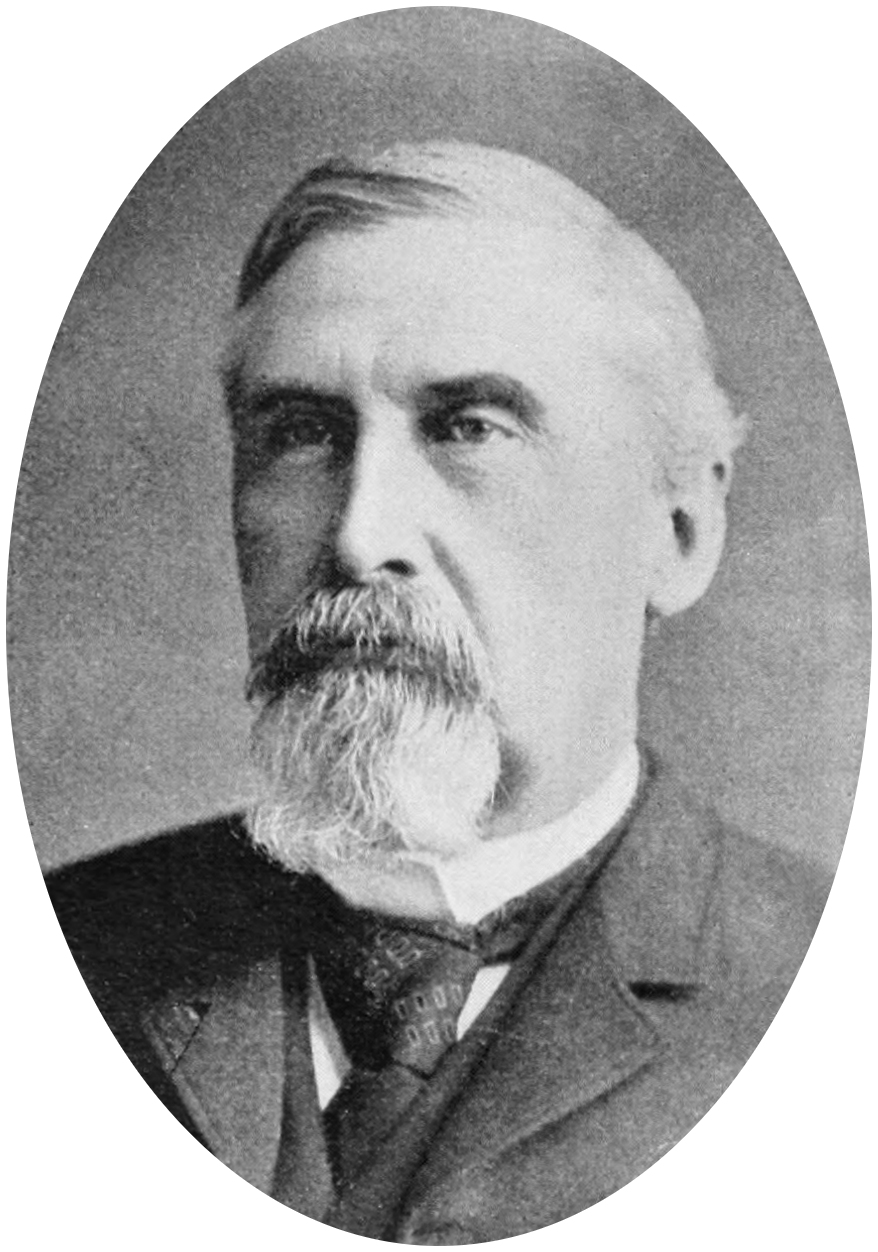
John J. Jacob

John Jeremiah Jacob (* 9. Dezember 1829 im Hampshire County, Virginia; † 24. November 1893 in Wheeling, West Virginia) war ein US-amerikanischer Politiker und von 1871 bis 1877 der vierte Gouverneur des Bundesstaates West Virginia.

## Frühe Jahre und politischer Aufstieg
John Jacob wurde im Hampshire County im späteren West Virginia geboren. Er absolvierte im Jahr 1849 das Dickinson College und studierte anschließend Jura. Nach seinem Examen wurde er Anwalt und Dozent an der University of Missouri. Diese Position bekleidete er zwischen 1853 und 1860. Während des Bürgerkrieges war er Anwalt in Missouri. Nach dem Krieg eröffnete er in Romney (West Virginia) eine Anwaltspraxis. Jacob begann seinen politischen Aufstieg im Jahr 1869. In diesem Jahr wurde der Demokrat in das Abgeordnetenhaus von West Virginia gewählt. Im Jahr 1870 gewann er die Wahl zum Gouverneur seines Staates. Dies verdankte er indirekt seinem Amtsvorgänger und Gegenkandidaten William E. Stevenson. Dieser hatte in seiner Amtszeit den ehemaligen Anhängern der Konföderation das Wahlrecht wieder zugestanden. Diese Wähler stimmten nun mehrheitlich für die Demokraten und damit für Jacob.

## Gouverneur von West Virginia
John Jacobs insgesamt sechsjährige Amtszeit begann am 4. März 1871. In seiner Zeit wurde die Verfassung des Staates neu überarbeitet. Die erste Verfassung von 1863 war noch zu sehr vom Bürgerkrieg und dem Gegensatz zwischen den Nord- und Südstaaten geprägt. Die neue Verfassung verlängerte die Amtszeit des Gouverneurs von zwei auf vier Jahre, untersagte aber zwei zusammenhängende Amtszeiten. Jacob durfte aber wiedergewählt werden, weil seine erste zweijährige Amtszeit noch unter der alten Verfassung verlaufen war. Die Macht der Legislative wurde in der neuen Verfassung gegenüber der alten etwas eingeschränkt. Jacob hob auch noch die letzten Beschränkungen gegen die früheren Anhänger der Konföderation auf. Er setzte sich für ein verbessertes Schulsystem ein, das zur Grundlage des heute noch gültigen Schulsystems wurde (auch wenn inzwischen viele Reformen hinzugekommen sind). Auch die Lehrerweiterbildung wurde in diesem Rahmen gefördert. Auf dem Gebiet des Gesundheitswesens wurden neue Anstalten für geistig Behinderte geschaffen.
Seine Wiederwahl im Jahr 1872 verdankte er der Independent Party, einer von den Demokraten abgefallenen kurzlebigen politischen Gruppierung. Im Jahr 1875 wurde die Hauptstadt des Staates vorübergehend von Charleston nach Wheeling zurückverlegt. Erst wenige Jahre zuvor hatte man Charleston zur Hauptstadt erhoben. Die Frage der Hauptstadt wurde 1877 in einer Volksabstimmung endgültig zu Gunsten von Charleston entschieden. Seit 1885 war dann Charleston die ständige Hauptstadt von West Virginia.

## Weiterer Lebenslauf
Nach dem Ablauf seiner Amtszeit am 4. März 1877 widmete sich Jacob zunächst seinen privaten Interessen. Im Jahr 1879 wurde er dann wieder in das Staatsparlament gewählt. Zwischen 1882 und 1888 war er als Bezirksrichter tätig. Danach war er bis zu seinem Tod im Jahr 1893 wieder Rechtsanwalt. John Jacob war mit Jane Baird verheiratet. Gemeinsam hatten sie zwei Kinder.